# 8943 Stefanozavka
8943 Stefanozavka este un asteroid din centura principală de asteroizi.

## Descriere
8943 Stefanozavka este un asteroid din centura principală de asteroizi. A fost descoperit pe 30 ianuarie 1997 la Stroncone de Antonio Vagnozzi. Asteroidul prezintă o orbită caracterizată de o semiaxă mare de 2,79 ua, o excentricitate de 0,19 și o înclinație de 8,0° în raport cu ecliptica.